# Ben Collins (kierowca)
Ben Collins (ur. 13 lutego 1975 w Bristolu) – brytyjski kierowca wyścigowy. Rozpoczął karierę wyścigową w 1994 roku, startując w zawodach Formula First i Formula Vauxhall Junior. Później występował w międzynarodowych wyścigach Formuły 3, gdzie zajął drugie miejsce w zawodach Marlboro Masters w roku 2000. Brał udział także w wyścigach 24h Le Mans i ASCAR (nie mylić z NASCAR, obecna nazwa to VSR V8 Trophy). Był również kierowcą testowym samochodu Ascari A10 dla firmy Ascari.

## Występy w Top Gear
Ben Collins zyskał popularność występując w popularnym brytyjskim magazynie motoryzacyjnym Top Gear w scenach kaskaderskich, a także jako ekspert. 19 stycznia 2009 roku, brytyjska gazeta The Times ujawniła, że Ben Collins od wielu lat wcielał się w rolę tajemniczego Stiga, co zostało zdementowane 2 dni później, 21 stycznia przez telewizję BBC.
W biografii Collinsa, która pojawiła się w księgarniach 16 września 2010, wydawca przyznał, że kierowca i Stig to jedna i ta sama osoba, potwierdzając przypuszczenia The Times z 2009 roku. Stacja telewizyjna BBC zwolniła Bena Collinsa po tym jak wydał książkę i wytoczyła mu proces, jednak sąd orzekł, że autor zgodnie z prawem może publikować swoje wspomnienia. Biografia Bena Collinsa pod tytułem „Człowiek w białym kombinezonie. Stig, Le Mans i moje życie na wysokich obrotach” ukazała się w Polsce 15 czerwca 2011 roku.
W 6 odcinku 17 serii Top Gear Ben Collins pojawił się jako instruktor grupy weteranów przygotowujących się do rajdu Dakar.

## Występy w Automaniaku
Od 8 do 12. serii, Ben Collins był jednym z prowadzących program Automaniak na TVN Turbo. Prowadził testy, zazwyczaj samochodów sportowych. Testy odbywały się na Torze Poznań.